# Bánházy Teréz
Bánházy Teréz, született: Czaizer, névváltozat: Czeizer (Kecskemét, 1862. április 8. – Arad, 1918. november 11.) magyar színésznő. Férje Fekete Béla (1863–1930) színművész volt.

## Életpályája
Czaizer Sándor iparos és Sántha Karolina leányaként született. 1883-ban végzett az Országos Színészegyesület színiiskolájában, 1883. augusztus 8-án debütált a színpadon. 1884-ben a Várszínházban játszott. 1885-ben Mészáros Kálmán társulatában volt. 1886-ban Dancz Lajos társulati tagja volt. 1887–1889 között Sághy Zsigmond színházának tagja volt. 1889-ben Polgár Gyula színházigazgatóhoz került. 1890-ben Zajonghy Elemérnél szerepelt. 1891-ben Zoltán Gyula társulatában volt látható. 1892-ban Oravicán lett Fekete Béla felesége. 1893–1899 között Fekete Béla igazgatónál játszott. 1900-ben Kiss Pál mellett volt. 1904–1908 között Kövessy Albert színitársulatában szerepelt. 1908–1914 között Krecsányi Ignácnál színészkedett. 1914–1916 között Erdélyi Miklós társulatában volt. 1916–1918 között Szendrey Mihálynál működött.
Fiatal korától kezdve érett nőalakokat alakított, az anyaszerepek megformálásában volt kitűnő.

## Színházi szerepei
- Sardou: Váljunk el – Valfontaine-né
- Herczeg Ferenc: Gyurkovics lányok – Gyurkovicsné
- Mascagni: Parasztbecsület – Lucia

## Filmjei
- Nővérek (1912)